# John Kurzweg
John Kurzweg (Florida, 5 settembre 1960) è un produttore discografico e musicista statunitense, principalmente conosciuto per i suoi lavori con il gruppo post-grunge di successo Creed, tra gli ultimi anni '90 ed i primi anni 2000.
Tre degli album dei Creed, prodotti da Kurzweg, hanno ottenuto il disco di platino. Inoltre, il produttore ha suonato le tastiere ed ha fornito la voce di sottofondo per i primi tre album della band. Dopo che il gruppo si è sciolto, nel 2004, Kurzweg ha prodotto l'album di debutto da solista del cantante Scott Stapp, The Great Divide, del 2005. Altri artisti con cui Kurzweg ha lavorato sono i Puddle of Mudd, i Socialburn, Jewel ed Eagle Eye Cherry.

## Carriera
Prima di ottenere successo come produttore discografico, negli anni '80 Kurzweg era un popolare musicista nell'area di Tallahassee, Florida, periodo nel quale era il frontman di alcune band di nome Slapstick, Synergy, The Front, Radio Bikini e John Kurzweg and the Night. Alla fine del decennio firmò un contratto solista con la Atlantic Records, usando il nome di John Phillip. L'album pubblicato sotto tale pseudonimo, Wait for the Night, tuttavia non ebbe il successo da lui sperato, tanto che decise di tornare a Tallahassee per continuare una carriera musicale secondo i termini da lui stesso dettati.
In anni recenti Kurzweg ha lavorato come produttore, ingegnere acustico e mixer per la canzone Whiskey Hangover dei Godsmack, che ha raggiunto la prima posizione nella classifica Billboard Hot Mainstream Rock Tracks. Nel 2009, è stato produttore, ingegnere, mixer e co-compositore dell'album Floodplain, della The Sean Heland Band, per il quale ha anche suonato tutti i pezzi di chitarra elettrica. Kurzweg, inoltre, ha prodotto Better Place e Hooky, due delle tracce dell'ultimo album studio dei Puddle of Mudd, Volume 4: Songs in the Key of Love & Hate, del 2009.

## Con i Puddle of Mudd
Kurzweg ha prodotto diversi album dei Puddle of Mudd, tra cui il loro più grande successo Come Clean, del 2001, e Life on Display, del 2003. Sempre prodotto da lui è stato il secondo singolo tratto da Come Clean, Blurry, la più grande hit della band, che ha raggiunto la prima posizione nelle classifiche Billboard Hot Mainstream Rock Tracks ed Alternative Songs, nelle quali è rimasta rispettivamente per dieci e nove settimane. In seguito a tali due classifiche, il singolo ha ottenuto successo nel mainstream ed ha raggiunto il 5º posto nelle classifiche Billboard Hot 100 Airplay e Hot 100. Solo negli Stati Uniti al 2010, Blurry ha venduto 753 000 copie. Sempre prodotto da Kurzweg è stato il successivo singolo dei Puddle of Mudd, She Hates Me, che ha bissato il successo del precedente raggiungendo la tredicesima posizione nella Billboard Hot 100 e la vetta della Hot Mainstream Rock Tracks, posizione che ha mantenuto per una settimana ad ottobre.